# Johannes Draaijer

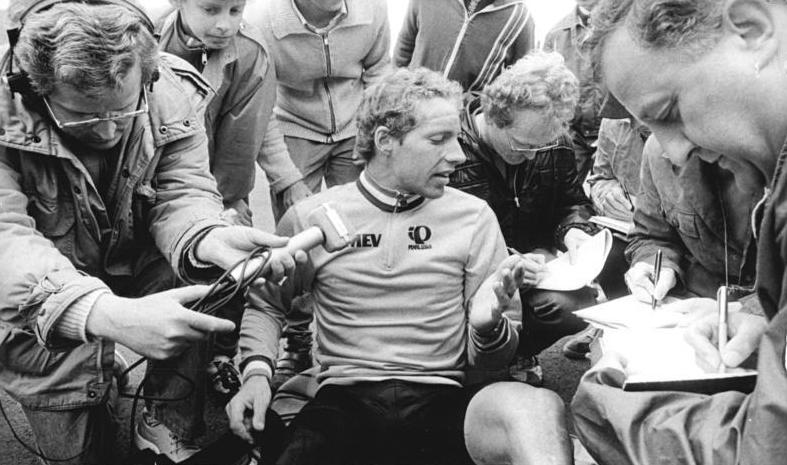
Draaijer nach dem Gewinn der fünften Etappe der Friedensfahrt 1987

Johannes Draaijer (* 8. März 1963 in Nijemirdum, Niederlande; † 27. Februar 1990 in Hoeven, Niederlande) war ein niederländischer Radrennfahrer.

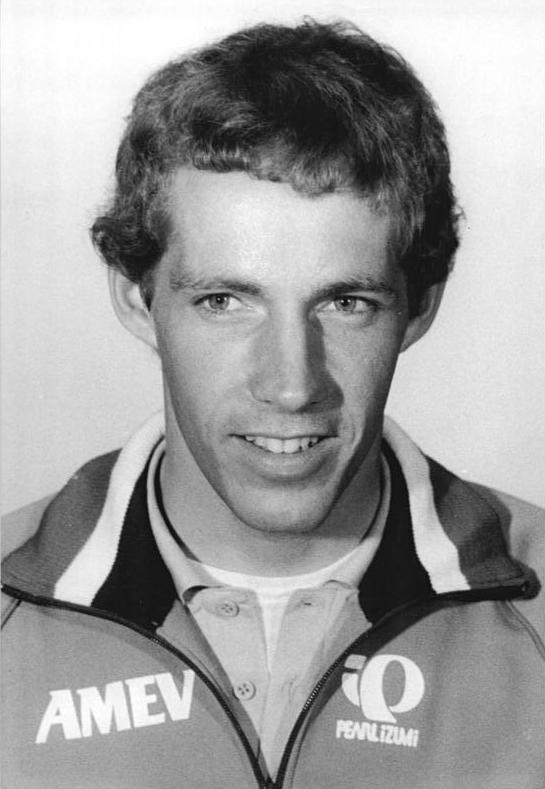
Johannes Draaijer 1987

Johannes Draaijer nahm einmal, 1987, an der Friedensfahrt teil und gewann die fünfte und die zwölfte Etappe und belegte Platz 14 im Gesamtklassement. Im selben Jahr wurde er nationaler Straßenmeister der Amateure. 1989 fuhr er die Tour de France und wurde 130. in der Gesamtwertung.
1988–1990 fuhr er professionell für die niederländische Mannschaft PDM-Concorde.
Draaijer starb 1990 wenige Tage vor seinem 27. Geburtstag an Herzversagen. Sein Tod wird auf eine Überdosierung von EPO zurückgeführt.